# Steinbruch Westenfeld

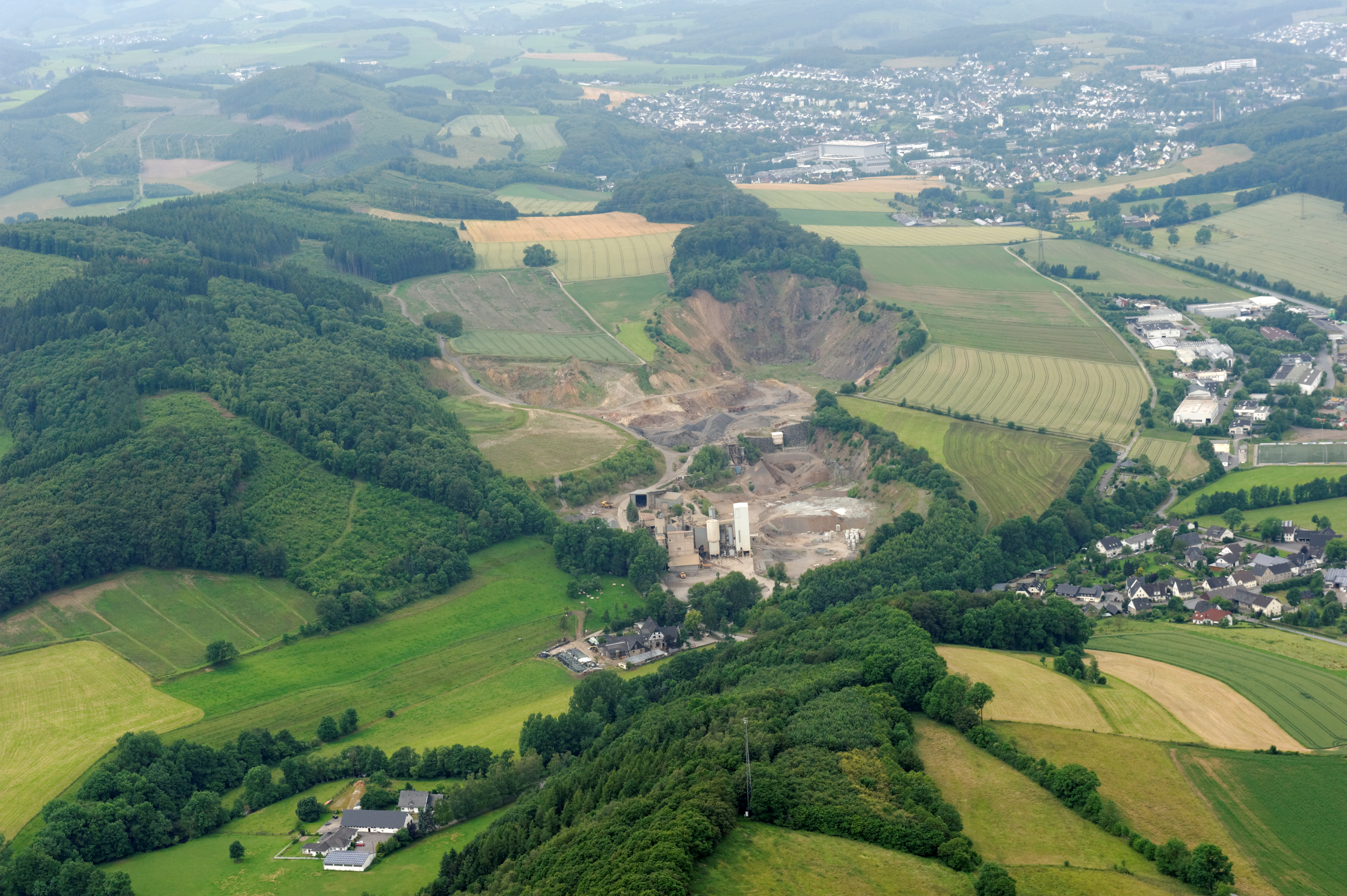
Steinbruch Westenfeld 2014

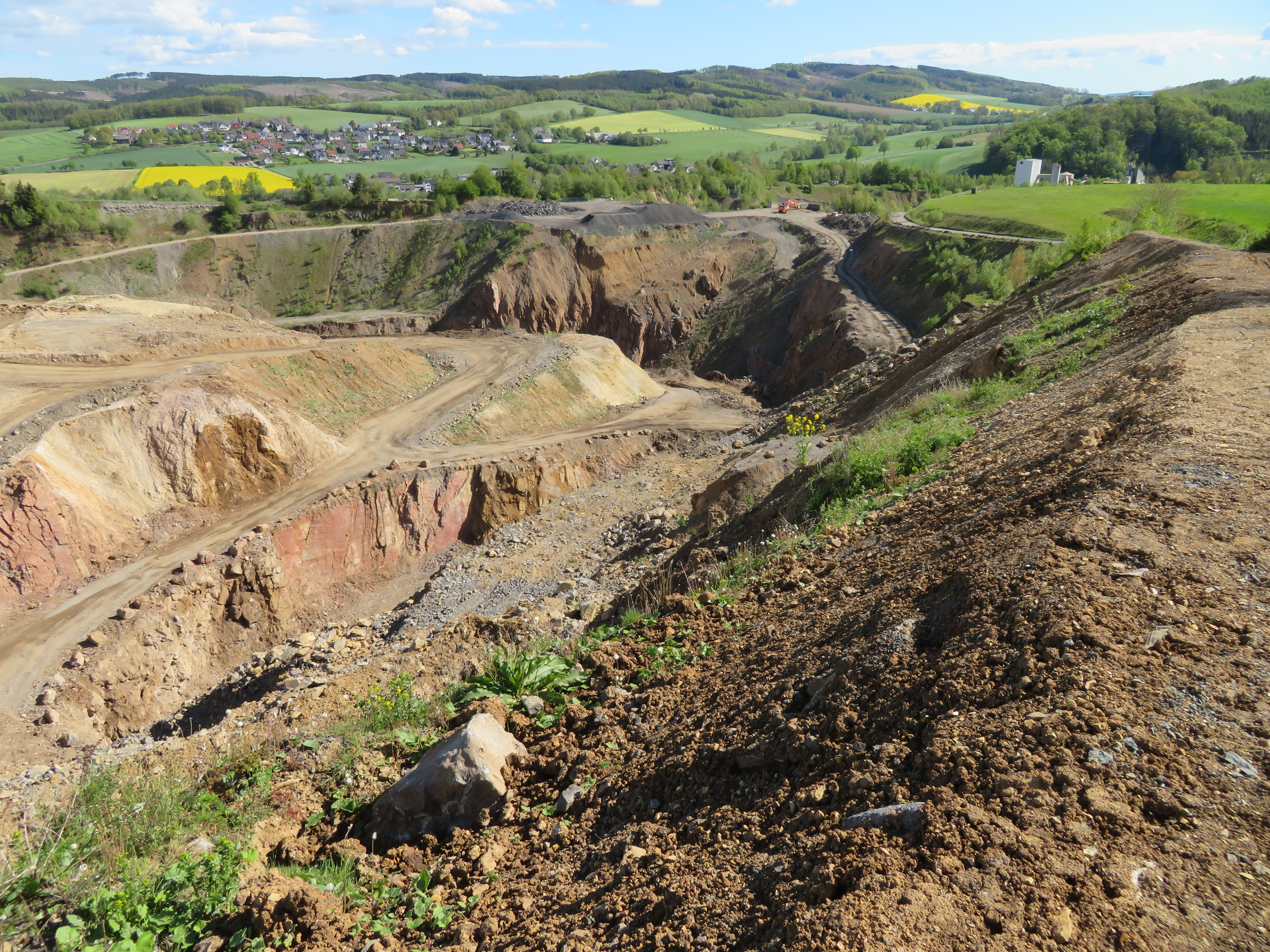
Blick nach Nordosten im Steinbruch

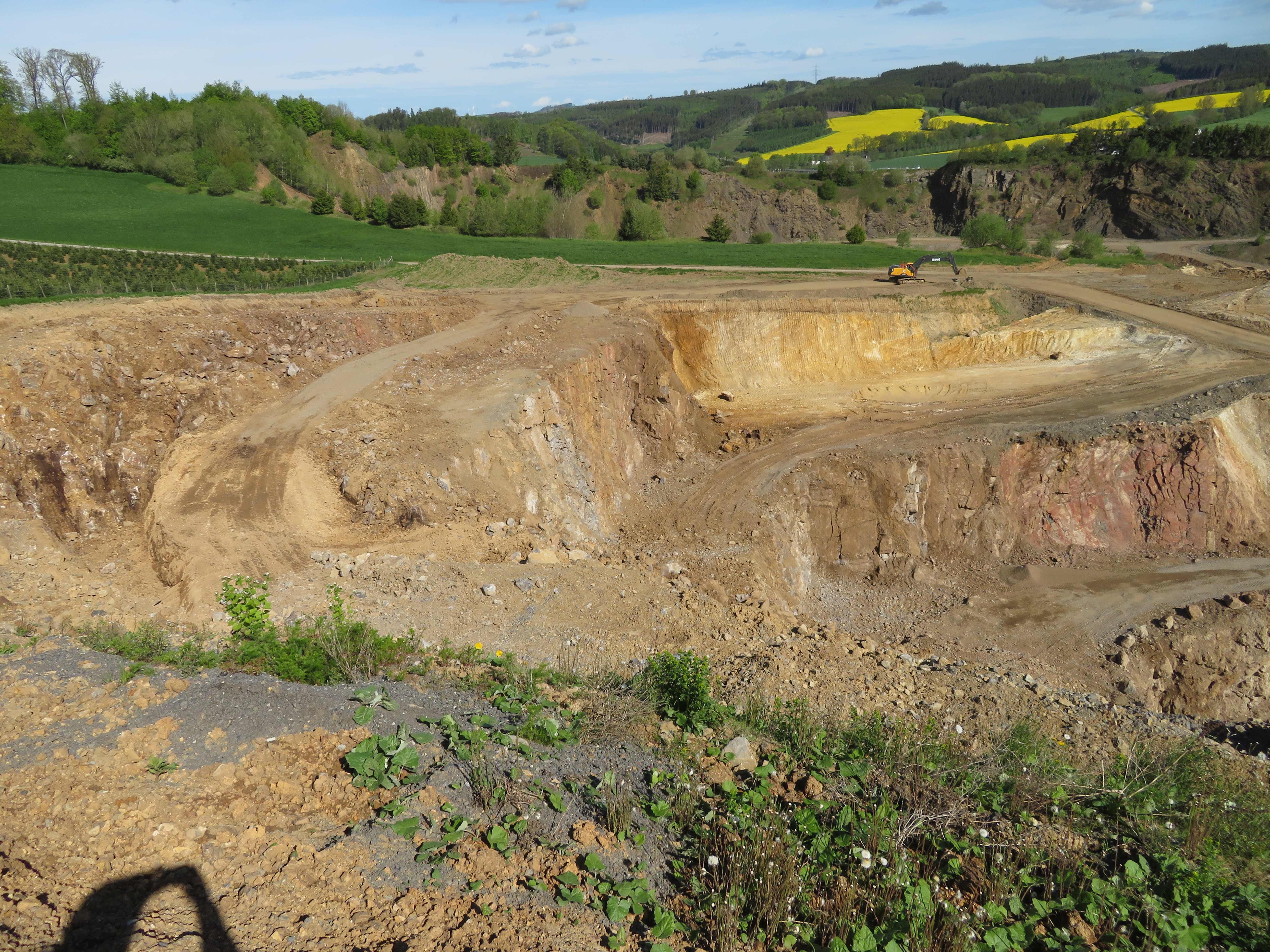
Blick nach Norden im Steinbruch

Der Steinbruch Westenfeld ist ein aktiver Kalk-Steinbruch südlich bzw. südwestlich von Westenfeld im Stadtgebiet von Sundern im Hochsauerlandkreis. Westlich grenzt das Naturschutzgebiet Kalkbuchenwald Selschede an.

## Steinbruch
Der Steinbruch Westenfeld wird heute von der Mineral Baustoff GmbH, Tochterfirma von Strabag, betrieben. Seit 1964 das Kalksteinvorkommen aus dem Karbon abgebaut. Im Steinbruch betreibt die Deutsche Asphalt GmbH, auch eine Tochterfirma von Strabag, die Asphaltmischanlage Westenfeld.

## Mineralien im Steinbruch
Der Mineralienatlas listet für den Steinbruch mit Kalkstein, Radiolarit (auch Kieselschiefer) und dessen dunkle Varietät Lydit sowie Quarz-Gängen bisher folgende Mineralfunde auf: Allophan, Ankerit, Aragonit und dessen Varietät Eisenblüte, Aurichalcit, Baryt, Calcit, Chalkopyrit, Dolomit, Hämatit, Hemimorphit, Malachit, Pyrit, Quarz sowie dessen Varietäten Amethyst, Chalcedon und Eisenkiesel, Siderit sie das Eisenoxid-Gemenge Limonit und das als Wad bekannte Gemenge verschiedener weicher Manganoxide (Stand 2025). Die vom Hudson Institute of Mineralogy geführte Mineraldatenbank Mindat.org listet daneben noch Markasit und Milchquarz als weitere Funde.

## Geplante Steinbrucherweiterung
Eigentlich war eine Steinbruch-Erweiterung Richtung Westen geplant. Aber der angrenzende Kalkbuchenwald Selschede wurde im Herbst 2008 vom Hochsauerlandkreis auf Druck des ehrenamtlichen Naturschutzes, genauer des BUND-HSK und des Verein für Natur- und Vogelschutz im Hochsauerlandkreis, einstweilig als Naturschutzgebiet sichergestellt. Das Landesamt für Natur, Umwelt und Verbraucherschutz Nordrhein-Westfalen hatte zuvor dieses Gebiet als naturschutzwürdig eingestuft. Im August 2016 lief die Sicherstellung, nach mehreren Verlängerungen, endgültig aus, da die maximale Zeit einer Sicherstellung überschritten war und die Neuaufstellung des Landschaftsplanes Sundern nicht in Kraft treten war. Ein Drittel der Östlichen Teilfläche des NSG wurde darauf gerodet und zum großen Teil mit Fichten angepflanzt. Kleine Bäume und die Bodenvegetation wurden in diesem Bereich mit schweren Forstmaschinen total zerstört bzw. gemulcht. Das Gebiet wurde dann 2019 mit dem Landschaftsplan Sundern durch den Kreistag des Hochsauerlandkreises als Naturschutzgebiet (NSG) ausgewiesen.